# Кабија (Л'Аквила)
Кабија (итал. Cabbia) је насеље у Италији у округу Л'Аквила, региону Абруцо.
Према процени из 2011. у насељу је живело 90 становника. Насеље се налази на надморској висини од 1033 м.